# 니콜 애리 파커
니콜 아리 파커(Nicole Ari Parker, 1970년 10월 7일 ~ )는 미국의 배우, 모델이다.

## 출연 작품
- 리멤버 타이탄